# Крестовоздвиженский монастырь (Фивы)
Крестовоздвиженский монастырь (греч. Ιερά Μονή Υψώσεως Τιμίου Σταυρού) — православный женский монастырь Фивской и Левадийской митрополии Элладской православной церкви, расположенный в 10 километрах от Фив в Беотии, в Греции, в 52 километрах к северо-западу от Афин.

## История
Монастырь был основан решением Священного Синода Элладской православной церкви в 1994 году на участке земли, подаренном в 1993 году супружеской четой Димитрием и Георгией Целлу архимандриту Дионисию (Каламбокасу), который направил в сестричество монахиней из числа своих духовных чад.
На основе существовавшего на участке с 1963 года небольшого храма в честь Воздвижения Честного Креста Господня был построен новый монастырский комплекс, расположенный неподалеку от места Великий Хребет, селение Вая, на высоте 413 метров над уровнем моря, на участке земли в 2 тысячи квадратных метров. Были возведены кельи, мастерские, сыроварня, скотный двор, архондарик, зал для собраний, библиотека. В планах — строительство нового здания монастыря с большим храмом Воскресения Христова.
14 сентября 1995 года прошла интронизация первой игуменьи обители — схимонахини Диодоры (в миру Шарлотты Штапенхорст), дочери немецкого кардиохирурга.
В монастыре проживает около 40 монахиней разных национальностей, занимающихся обработкой земли, животноводством, пчеловодством, шитьем, вышивкой золотом, иконописью, византийской скульптурой, мозаикой и прочими рукоделиями.